# 공개 키 인증서

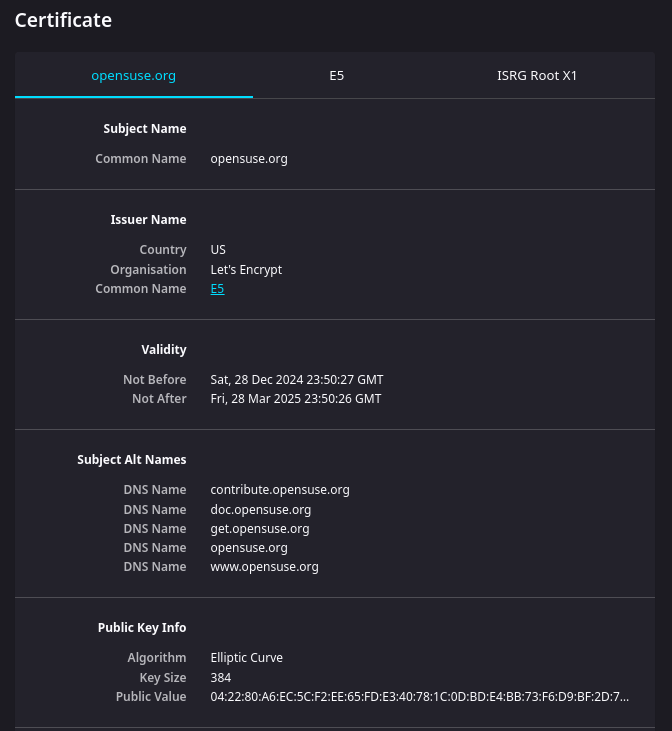

공개 키 인증서(Public key certificate)는 공개 키의 소유권을 증명하는 데 사용되는 전자 문서이다. 인증서에는 키에 대한 정보, 소유자의 신원에 대한 정보, 인증서의 내용을 확인한 발급자의 디지털 서명이 포함되어 있다. 서명이 유효하고 인증서를 검사하는 소프트웨어가 발급자를 신뢰하는 경우 해당 키를 사용하여 인증서의 제목과 안전하게 통신할 수 있다. 전자 메일 암호화, 코드 서명 및 전자 서명 시스템에서 인증서의 주제는 일반적으로 개인 또는 조직이다. 그러나 전송 계층 보안(Transport Layer Security)에서는 TLS 인증서가 장치 식별에 있어 핵심적인 역할 외에 조직이나 개인을 식별할 수 있지만, 인증서의 주제는 일반적으로 컴퓨터 또는 기타 장치다. 이전 이름인 보안 소켓 계층(Secure Sockets Layer)로 불리기도 하는 TLS는 웹을 안전하게 검색하기 위한 프로토콜인 HTTPS의 일부라는 점에서 유명하다.

## 공개키 인증서(Public Key Certificate)에 들어가는 내용
- 일련 번호: 인증서를 개별 식별할 때 사용
- 소유자: 사람의 이름이나 증명자
- 서명 알고리즘: 서명을 만드는 데 쓰이는 알고리즘
- 발행자: 정보를 검증하고 인증서를 발행하는 실체
- 유효 기간 (시작): 처음 효력을 발휘하는 기간
- 유효 기간 (끝): 효력 만기일
- 키 사용 목적: 공인 키의 사용 목적. (이를테면 서명, 인증 서명 등)
- 공인 키: SSL 목적
- 서명 알고리즘: 인증서를 서명하는 데 쓰이는 알고리즘
- 서명:

## 같이 보기
- X.509
- 공동인증서